# Phaonia grajauensis
Phaonia grajauensis este o specie de muște din genul Phaonia, familia Muscidae. A fost descrisă pentru prima dată de Albuquerque în anul 1957. Conform Catalogue of Life specia Phaonia grajauensis nu are subspecii cunoscute.